# Princípio da territorialidade
O princípio da territorialidade é um princípio de Direito que permite estabelecer ou delimitar a área geográfica em que um Estado exercerá a sua soberania. Essa área geográfica é o território, que constitui a base geográfica do poder. O território compreende a terra firme, as águas aí compreendidas (exemplos: rios e lagos), o mar territorial, o subsolo, a plataforma continental, bem como o espaço aéreo correspondente ao domínio terrestre e ao mar territorial.
É também em virtude do princípio da territorialidade que se delimita geograficamente o âmbito de validade jurídica e aplicação de normas e leis de um Estado.  Dessa forma, como regra geral, os efeitos jurídicos de determinada norma ou conjunto de regras de um Estado são válidos e aplicáveis tão somente dentro dos limites territoriais em que esse Estado exerce a sua soberania. 
Com fundamento no princípio da territorialidade, Estados estão proibidos, por meio de ameaça ou uso da força, de exercerem jurisdição ou qualquer outra forma de poder ou intervenção em territórios de outros Estados soberanos. Assim, a um Estado soberano não é permitido exercer jurisdição ou fazer ingerências jurídicas ou de qualquer outra forma ou tipo sobre o território de outro Estado igualmente soberano. Trata-se do princípio de não intervenção, constante no artigo 2.4 da Carta da ONU. De acordo com este artigo: “Todos os membros deverão evitar em suas relações internacionais a ameaça ou o uso da força contra a integridade territorial ou independência política de qualquer Estado, ou qualquer outra ação incompatível com os Propósitos das Nações Unidas.”

## Exceções ao princípio da territorialidade
Ao princípio da territorialidade cabem exceções. Situações específicas existem em que o poder do Estado é exercido além do seu território. Em função da extraterritorialidade, a validade de normas jurídicas estatais pode alcançar cidadãos localizados fora do território do Estado soberano. Por exemplo, navios e aeronaves que possuírem registro em determinado Estado serão considerados extensões territoriais deste Estado, mesmo que estejam localizados geograficamente fora dele.
Ainda quanto às exceções ao princípio da territorialidade, acrescentamos as imunidades diplomáticas em que os chefes de Estado e os representantes de governo estrangeiro estão excluídos da jurisdição criminal dos países em que exercerem as suas funções. A imunidade diplomática alcança também a família do agente diplomático e o corpo funcional das representações, excepcionando os empregados particulares residentes, domiciliados e contratados no território em que se localiza a missão diplomática.